# Шомођ (жупанија)
Шомођ (мађ. Somogy megye) је једна од прекодунавских жупанија, налази се у јужној прекодунавској регији Мађарске.

## Географија
Природне границе жупаније Шомођ су на западу са Зала брдима (Zalai-dombság), на истоку такозване ливадске земље (Mezőföld) и брда Толне и Барање (Tolna-Baranyai-dombvidék), на северу Балатон и на југу река Драва.
Седиште жупаније је град Капошвар.

### Котари у жупанији Шомођ
Котари у жупанији Шомођ са основним статистичким подацима:
| Име котара        | Седиште        | Површина (km²) | Број становника (1. јануар 2007) | Број насеља |
| ----------------- | -------------- | -------------- | -------------------------------- | ----------- |
| Балатонфелдварски | Балатонфелдвар | 254,63         | 11.803                           | 13          |
| Барчски           | Барч           | 696,47         | 25.427                           | 26          |
| Чургојски         | Чурго          | 496,20         | 17.970                           | 18          |
| Фоњодски          | Фоњод          | 372,84         | 23.785                           | 11          |
| Кадаркутски       | Кадаркут       | 531,96         | 21.021                           | 23          |
| Капошварски       | Капошвар       | 1041,14        | 101.309                          | 54          |
| Ленђелтотски      | Ленђелтот      | 272,62         | 11.483                           | 10          |
| Марцалски         | Марцали        | 922,50         | 36.358                           | 38          |
| Нађатадски        | Нађатад        | 647,07         | 27.434                           | 18          |
| Шиофочки          | Шиофок         | 373,19         | 38.042                           | 10          |
| Табски            | Таб            | 427,24         | 13.864                           | 24          |

### Градови са општинском управом
Жупанија Шомођ има 1 градски округ, 15 градова, 2 велика села и 227 села.
- Капошвар Kaposvár, (67.746) (седиште)

### Градови са статусом носиоца општине
(Списак је по броју становника, попис је из 2001. године, курзивним текстом су написана оригинална имена на мађарском језику) а у заградама је број становника.
| Шиофок Siófok, (23.982)       |  | Чурго Csurgó, (5.788)       |  | Ленђелтоти Lengyeltóti, (3.355)     |
| Марцали Marcali, (12.082)      |  | Фоњод Fonyód, (5.128)       |  | Кадаркут Kadarkút, (2.718)       |
| Барч Barcs, (11.930)         |  | Балатонлеле Balatonlelle, (5.007) |  | Замарди Zamárdi, (2.394)        |
| Нађатад Nagyatád, (11.461)      |  | Таб Tab, (4.703)         |  | Балатонфелдвар Balatonföldvár, (2.077) |
| Балатонбоглар Balatonboglár, (5.990) |  | Нађбајом Nagybajom, (3.556)    |  |                          |

### Села
| - Алшобогат ; - Андоч ; - Аданд ; - Бабоча ; - Бакхаза ; - Балатонберењ ; - Балатонендред ; - Балатонфењвеш ; - Балатонкерестур ; - Балатонмариафирде ; - Балатонесед ; - Балатонсабад ; - Балатонсарсо ; - Балатонсемеш ; - Балатонсентђерђ ; - Балатонујлак ; - Бате ; - Бабоњмеђер ; - Балвањош ; - Бардудварнок ; - Бедегкер ; - Белег ; - Берзенце ; - Белавар ; - Бодрог ; - Болхас ; - Болхо ; - Боња ; - Бехење ; - Бесенфа ; - Бужак ; - Биши ; - Чакањ ; - Черенфа ; - Чокоњавишонта ; - Чома ; - Чомбард ; - Чекељ ; - Чеменд ; - Чургонађмартон ; - Дарањ ; - Дравагардоњ ; - Драватамаш ; - Ечењ ; - Еде ; - Фелшемочолад ; | - Фиад ; - Фоно ; - Фењед ; - Гадач ; - Гадањ ; - Гамаш ; - Галошфа ; - Гиге ; - Геле ; - Гергетег ; - Ђекењеш ; - Ђуђ ; - Хајмаш ; - Хач ; - Харомфа ; - Хедрехељ ; - Хенче ; - Хересње ; - Хетеш ; - Холад ; - Хомоксентђерђ ; - Хосувиз ; - Игал ; - Ихарош ; - Ихарошберењ ; - Инке ; - Иштванд ; - Јако ; - Јута ; - Капољ ; - Капошфе ; - Капошђармат ; - Капошхомок ; - Капошкерестур ; - Капошмере ; - Капошсердахељ ; - Капошујлак ; - Карад ; - Каштељошдомбо ; - Касо ; - Кажок ; - Калманча ; - Кања ; - Кара; - Келевиз ; - Керчелигет ; | - Кереки ; - Кетхељ ; - Кишасонд ; - Кишбајом ; - Кишбарапати ; - Кишберењ ; - Кишђалан ; - Кишкорпад ; - Комлошд ; - Кетче ; - Кекут ; - Керешхеђ ; - Куташ ; - Лад ; - Лакоча ; - Лабод ; - Латрањ ; - Либицкозма ; - Лула ; - Мађаратад ; - Мађарегреш ; - Мерње ; - Местегње ; - Мезечокоња ; - Мике ; - Миклоши ; - Мошдош ; - Нађберењ ; - Мађберки ; - Нађчепељ ; - Нађкорпад ; - Нађсакач ; - Нагоч ; - Немешдед ; - Немешкишфалуд ; - Немешвид ; - Никла ; - Њим ; - Орци ; - Ордачехи ; - Остопан ; - Ереглак ; - Етвешкоњи ; - Ертилош ; - Памук ; - Паталом ; | - Патца ; - Патошфа ; - Палмајор ; - Петерхилда ; - Погањсентпетер ; - Полањ ; - Порог ; - Порогсенткираљ ; - Порогсентпал ; - Потоњ ; - Пустаковач ; - Пустасемеш ; - Ракши ; - Рињабешење ; - Рињаковач ; - Рињасенткираљ ; - Рињаујлак ; - Рињаујнеп ; - Шагвар ; - Шантош ; - Шавољ ; - Шегешд ; - Шершекселеш ; - Шимонфа ; - Шиојут ; - Шом ; - Шомодор ; - Шомођача ; - Шомођарач ; - Шомођасало ; - Шомођбабод ; - Шомођбикешд ; - Шомођчичо ; - Шомођдеречке ; - Шомођегреш ; - Шомођфајс ; - Шомођгести ; - Шомођјад ; - Шомођмеђеш ; - Шомођшамшон ; - Шомођшард ; - Шомођшимоњ ; - Шомођсентпал ; - Шомођсил ; - Шомођсоб ; - Шомођтур ; | - Шомођудвархељ ; - Шомођвамош ; - Шомођвар ; - Шомођжитфа ; - Сабади ; - Сабаш ; - Сантод ; - Сегерде ; - Сена ; - Сента ; - Сентбалаж ; - Сентборбаш ; - Сентгалошкер ; - Сењер ; - Селвашсентмартон ; - Сорошад ; - Солад ; - Секеденч ; - Селешђерек ; - Сулок ; - Тапшоњ ; - Тарањ ; - Тасар ; - Ташка ; - Телеки ; - Тенгед ; - Тикош ; - Торвај ; - Тотујфалу ; - Тереккопањ ; - Ујварфалва ; - Варажло ; - Варда ; - Веше ; - Вишње ; - Вис ; - Визвар ; - Верш ; - Зала ; - Закањ ; - Зич ; - Зимањ ; - Желицкишфалуд ; - Желицкишлак ; - Желицсентпал ; |

 означене општине су „велика“ села.

## Галерија
- Дворац Кереки
- Палата Нађберки
- Палата Ихарошберењ
- Палата Бабоча